# Linda Lingle
Linda Lingle (San Luis, 4 de junio de 1953) es una política estadounidense que ocupó el cargo de Gobernadora de Hawái desde el 2 de diciembre de 2002 hasta el 6 de diciembre de 2010. Pertenece al Partido Republicano.
Se presentó por primera vez al puesto de gobernadora en 1998 siendo derrotada por el demócrata Ben Cayetano. Cuatro años después volvió a presentarse consiguiendo la victoria con el 51,56% de los votos por el 47,01% de la demócrata Mazie Hirono. Antes había derrotado en las primarias a John Stanley Carroll de forma contundente. Se convirtió así en el primer miembro del Partido Republicano en alcanzar ese cargo desde 1962.
En 2006 obtuvo el apoyo del 97% de los votantes en las primarias republicanas. En las elecciones a gobernador aumentó su ventaja sobre los demócratas, su candidato era Randy Iwase, al obtener el 62,53% de los votos. Iwase sólo obtuvo el 35% y en tercer lugar quedó Jim Brewer del Partido Verde con el 1,58% de los votos.